# La Chapelle-sur-Loire
 La Chapelle-sur-Loire  es una población y comuna francesa, situada en la región de  Centro, departamento de Indre y Loira, en el distrito de Chinon y cantón de Bourgueil.

## Demografía
| 1648 | 1472 | 1275 | 1385 | 1386 | 1481 |
| Para los censos de 1962 a 1999 la población legal corresponde a la población sin duplicidades (Fuente: INSEE [Consultar]) |      |      |      |      |      |